# William Simpson
William Simpson (Glasgow, 1823 – 1899) è stato un pittore scozzese.
Ha ritratto scene di guerra per la stampa britannica. È famoso in particolare per le sue pitture sulla guerra di Crimea. Egli ha dipinto anche quadri dei maragià del Kashmir.